# Système temps discret
Pour les articles homonymes, voir Discret.
 (décembre 2014).
Si vous disposez d'ouvrages ou d'articles de référence ou si vous connaissez des sites web de qualité traitant du thème abordé ici, merci de compléter l'article en donnant les références utiles à sa vérifiabilité et en les liant à la section « Notes et références ».
Un système temps-discret est un système dynamique qui introduit une relation séquencée, discrète dans le temps, entre des signaux d'entrée et des signaux de sortie, par opposition à un système temps-continu où le cours du temps est représenté par la droite réelle {\displaystyle \mathbb {R} },.
Les informations entrantes et sortantes d'un système temps-discret ne sont transmises qu'à des moments précis. En général, ces instants sont uniformément répartis dans le temps, et l'espacement temporel entre la transmission de ces informations est appelée la période d'échantillonnage du système.
Dans la plupart des cas un convertisseur analogique-numérique quantifie ensuite la valeur des informations, avec une inévitable erreur d'approximation. Cette quantification, qui peut souvent être négligée dans la pratique, permet le traitement des signaux reçus par une machine informatique. Celle-ci, automate, ordinateur, microcontrôleur ou tout autre calculateur numérique, effectue de nombreux calculs sur ces données. La réalisation séquentielle des opérations de traitement du signal sous forme de calculs s'avère plus flexible, plus fiable et moins coûteuse que leur équivalent par un montage analogique.
Le développement de l'informatique a suivi et a stimulé celui des méthodes d'analyse pour les systèmes temps-discret à partir des recherches entreprises dans les années 1930 pour le multiplexage des télécommunications et pendant la Seconde Guerre mondiale dans celui de la cryptographie.

## Systèmes linéaires temps discret

### Représentation d'état
En automatique, un système linéaire, temps discret et de dimension finie est un système donné par la représentation d'état suivante :
{\displaystyle {\begin{cases}x_{k+1}&=&A_{k}x_{k}+B_{k}u_{k}\\y_{k}&=&C_{k}x_{k}+D_{k}u_{k}\end{cases}}}
avec :
{\displaystyle x_{k}\in \mathbb {R} ^{n_{x}}} : un vecteur colonne qui représente les {\displaystyle n_{x}} variables d'état ;
{\displaystyle u_{k}\in \mathbb {R} ^{n_{u}}} : un vecteur colonne qui représente les {\displaystyle n_{u}} commandes ;
{\displaystyle y_{k}\in \mathbb {R} ^{n_{y}}} : un vecteur colonne qui représente les {\displaystyle n_{y}} sorties ;
{\displaystyle A_{k}\in \mathbb {R} ^{n_{x}\times n_{x}}} : la matrice d'état ;
{\displaystyle B_{k}\in \mathbb {R} ^{n_{x}\times n_{u}}} : la matrice de commande (ou matrice d'entrée) ;
{\displaystyle C_{k}\in \mathbb {R} ^{n_{y}\times n_{x}}} : la matrice d'observation (ou matrice de sortie) ;
{\displaystyle D_{k}\in \mathbb {R} ^{n_{y}\times n_{u}}} : la matrice d'action directe.
Lorsque les matrices de cette représentation d'état dépendent du temps {\displaystyle k\in \mathbb {N} }, le système est dit linéaire temps-variant (LTV). Lorsque les matrices sont indépendantes du temps, on parle de système linéaire temps-invariant (LTI).

### Trajectoire
Étant donné la condition initiale {\displaystyle x_{0}}, la trajectoire de l'état {\displaystyle x} du système linéaire décrit plus haut est donnée à chaque instant par :
{\displaystyle x_{k}=\left[\prod _{k_{1}=0}^{k-1}A_{k_{1}}\right]x_{0}+\sum _{k_{1}=0}^{k-1}\left[\prod _{k_{2}=k_{1}}^{k-2}A_{k_{2}}\right]B_{k_{1}}u_{k_{1}}}
avec :
L'expression de cette trajectoire nous renseigne sur deux propriétés importantes des systèmes linéaires :
- Principe de causalité : L'état à un instant {\displaystyle k} ne dépend que de l'état à l'instant initial et des valeurs de la commande entre l'instant initial et {\displaystyle k-1}. Autrement dit, la flèche du temps est respectée.
- Principe de superposition : Soit deux trajectoires {\displaystyle x_{A}} et {\displaystyle x_{B}}, de condition initiales {\displaystyle x_{A,0}} et {\displaystyle x_{B,0}}, et influencées respectivement par les commandes {\displaystyle u_{A}} et {\displaystyle u_{B}}. Soit {\displaystyle \mu _{1},\mu _{2}} deux réels. La trajectoire {\displaystyle x_{\mu _{1}A+\mu _{2}B}} de condition initiale {\displaystyle \mu _{1}x_{A,0}+\mu _{2}x_{B,0}} et influencée par la commande {\displaystyle u_{\mu _{1}A+\mu _{2}B}=\mu _{1}u_{A}+\mu _{2}u_{B}} est donnée à chaque instant par {\displaystyle x_{\mu _{1}A+\mu _{2}B}=\mu _{1}x_{A}+\mu _{2}x_{B}}. De même, on peut trouver {\displaystyle y_{\mu _{1}A+\mu _{2}B}=\mu _{1}y_{A}+\mu _{2}y_{B}}. Ceci est une simple conséquence de la linéarité de la représentation d'état.

### Matrice de transfert
Pour les systèmes linéaire temps-invariant (LTI), la matrice de transfert {\displaystyle H(z)} est une matrice dont les coordonnées sont des fonctions rationnelles, et qui est définie dans le cas temps-discret comme la transformée en Z de la relation entrée-sortie du système, considéré avec une condition initiale {\displaystyle x_{0}=0}. Elle généralise la notion de fonction de transfert des systèmes SISO aux systèmes MIMO.
{\displaystyle H(z)=C(zI_{n_{x}}-A)^{-1}B+D}
La relation entrée-sortie est alors donnée par :
{\displaystyle Y(z)=H(z)U(z)}
{\displaystyle U(z)} et {\displaystyle Y(z)} dénotent ici la transformée en Z des signaux {\displaystyle u_{k}} et {\displaystyle y_{k}} respectivement. Les coordonnées {\displaystyle (i,j)} de {\displaystyle H(z)} fournissent ainsi la fonction de transfert de la {\displaystyle j}-ème entrée vers la {\displaystyle i}-ème sortie.

## Échantillonnage
L'échantillonnage implique une connaissance a priori sur le signal. On en déduit la durée maximale acceptable entre les échantillons afin de ne pas perdre d'information. Le théorème d'échantillonnage indique que la fréquence d'échantillonnage soit supérieure à deux fois la plus haute fréquence présente dans le signal.

## Mélange discret-continu
Dans la réalité, les systèmes sont souvent un couplage entre du discret (la commande, souvent informatisée) et du continu (les phénomènes physiques). Il faut donc pouvoir passer du discret au continu et vice-versa.
Quand un signal sort d'un module de commande, il est discrétisé. Or un processus physique demandera un signal continu. On place donc un bloqueur entre eux.
Il existe plusieurs sortes de bloqueurs. Leur principe est de « recréer » du signal entre les valeurs discrètes.
Le plus simple est le bloqueur d'ordre 0 dont la sortie garde la même valeur jusqu'à l'arrivée d'une nouvelle valeur en entrée.
Dans l'autre sens, le problème ne se pose pas véritablement puisque l'entrée ne sera prise en compte qu'à des moments déterminés, peu importe si elle est continue ou discrète.
La difficulté réside dans l'étude globale du système.
On peut modéliser le système par un système continu en vérifiant que les entrées et les sorties sont bien continues et en passant des transformées en Z caractérisant les zones discrètes du système aux transformées de Laplace en utilisant par exemple des tables de transformation. 
Inversement, on peut aussi assimiler le système à un système entièrement discret et passer des transformées de Laplace caractérisant les zones continues du système aux transformées en Z, à condition que les entrées et les sorties soient prises en compte sous leur forme discrète.
Les passages discret-continu sont modélisés par des bloqueurs dont il faut prendre en compte la fonction de transfert lors de l'étude.